# Xenia Petsitis
Xenia Petsitis (* 1967 in Hannover) ist eine deutsche Entwicklungsingenieurin und Sachbuchautorin.

## Leben
Petsitis machte im Jahr 1990 ihren Abschluss als Diplom-Ingenieurin (FH) in der Fachrichtung „Technologie der Kosmetika und Waschmittel“ in Lemgo. Von 1991 bis 2000 arbeitete sie in der Industrie im Bereich Forschung und Entwicklung dekorativer Kosmetik. Als Entwicklungsingenieurin arbeitete Xenia Petsitis über 10 Jahre in den Forschungs- und Entwicklungsabteilungen namhafter Konzerne. Ihr Spezialgebiet ist die „dekorative Kosmetik“. Seit 2001 ist sie auch als Buch- und Fachzeitschriftenautorin mit dem Schwerpunkt dekorative Kosmetik tätig. 
Petsitis hat für die Beiersdorf AG 1997 das Entwicklungslabor für die gesamte dekorative Produktlinie „NIVEA Beauté“ aufgebaut und übernahm die Leitung für 2 Jahre. In diesem Rahmen war sie z. B. auch verantwortlich für den Beitrag in Ullmann´s Encyclopedia of Industrial Chemistry „Decorative Cosmetics“ unter der Rubrik Skin Cosmetics. Ebenso tragen auch diverse Patente im Bereich der Farbkosmetik ihren Namen. Unter anderem arbeitete sie für die Lancaster Group und Coty Inc. aus New York City. Dahinter verbergen sich Markennamen von Jil Sander, Joop, Monteil, Margaret Astor oder Chicogo. Auch für Ellen Betrix, Jade und Juvena hat sie erfolgreich Markenprodukte entwickelt. 2002 übernahm sie die Leitung der Anwendungstechnik Kosmetikpigmente und Füllstoffe bei der Merck KGaA in Darmstadt.

## Werke
- Dekorative Kosmetik – Alles über Foundation. 2002.
- Dekorative Kosmetik – Alles über Puder. 2002.
- Dekorative Kosmetik – Alles über Nagellacke. 2002.
- Dekorative Kosmetik – Alles über Lippenstifte. 2002.
- Dekorative Kosmetik – Alles über Mascara. 2002.
- Kosmetik Guide – Was ist drin, was ist dran? Tipps und Tricks von der Expertin. Egmont, Köln 2002, ISBN 3-8025-1487-4.
- zus. mit Horst Fey: Wörterbuch der Kosmetik. 6. Auflage, Wissenschaftliche Verlagsgesellschaft, Stuttgart 2003, ISBN 978-3-8047-2558-4.
- zus. mit Katrin Kipper: Dekorative Kosmetik und Gesichtspflege, Produkt-Know-how und richtige Anwendung. 2. Auflage, Wissenschaftliche Verlagsgesellschaft, Stuttgart 2013, ISBN 978-3-8047-2930-8.